# Apoteosis de la Virgen
La apoteosis de la Virgen es una pintura sobre tabla obra del pintor renacentista del gótico tardío o primitivo flamenco Gerardo de San Juan. Data del período 1490-1495 y se guarda en el Museo Boymans Van Beuningen, de Rótterdam (Países Bajos).
Se trata de una tabla de pequeño tamaño, destinada a la devoción particular, y no a ser expuesta como retablo en una iglesia. En la época en que fue pintado (finales del siglo XV) se extendía la práctica del Rosario, que se rezaba ante este tipo de pequeñas imágenes religiosas.
Lo que ilustra es un fragmento del Libro del Apocalipsis en que, sin mencionar directamente a la Virgen María, se refiere a ella cuando habla de (Apocalipsis 21:1-5)

...una mujer vestida del sol, con la luna debajo de sus pies, y sobre su cabeza una corona de doce estrellas (...) También apareció otra señal en el cielo: he aquí un gran dragón escarlata, que tenía siete cabezas y diez cuernos, y en sus cabezas siete diademas;...

La pintura muestra a María con el Niño Jesús sentada sobre una luna creciente y el dragón debajo. En la cabeza porta una corona sostenida por dos serafines y que descansa sobre una diadema de rosas compuesta por cinco rosas blancas y una roja, que recuerdan el rosario y sus cuentas. Un resplandor dorado rodea a la Madre de Dios y luego tres círculos concéntricos de ángeles. El primer círculo es apenas visible, atenuado por la luminosidad del resplandor. Lo forman serafines de seis alas. Según la descripción del profeta Isaías, son los ángeles de mayor rango y los más cercanos al trono de Dios. En la parte superior, cuatro ángeles portan tres cartelas con la palabra sans de Sanctus.
En el segundo círculo, el artista colocó seis ángeles sosteniendo los instrumentos de la Pasión: la cruz, la lanza, la corona de espinas, el martillo y los clavos, el látigo y la columna de la flagelación, y la caña con la esponja empapada en vinagre. En el último círculo más alejado, ángeles músicos tocan diversos instrumentos en honor a María y Jesús se les une, agitando unas campanillas en sus manos.